# Rocky e Bullwinkle
Rocky e Bullwinkle (The Adventures of Rocky and Bullwinkle and Friends) è una serie televisiva animata statunitense del 1959, creata da Jay Ward, Alex Anderson e Bill Scott.
Strutturata come uno spettacolo di varietà, la serie racconta le vite dello scoiattolo volante Rocket "Rocky" J. Squirrel e l'alce Bullwinkle J. Moose. I principali antagonisti nella maggior parte delle loro avventure sono le due spie russe Boris Badenov e Natasha Fatale, entrambe al servizio del dittatore Fearless Leader, di stampo nazista. I segmenti di supporto della serie includono Dudley Do-Right (una parodia dei vecchi melodramma), L'improbabile storia di Peabody (il cane Mr. Peabody e il suo amico Sherman che viaggiano nel tempo) e Fractured Fairy Tales (fiabe classiche raccontate in modo comico), tra gli altri.
La serie è stata trasmessa per la prima volta negli Stati Uniti su ABC dal 19 novembre 1959 e su NBC dal 1961, per un totale di 163 episodi (e 815 segmenti) ripartiti su cinque stagioni. In Italia è stata trasmessa su Rai 1 e sulle TV locali.
Sono stati prodotti diversi adattamenti cinematografici basati sui vari segmenti della serie, e due serie animate reboot: Mr. Peabody & Sherman Show nel 2015 e Le avventure di Rocky e Bullwinkle nel 2018.

## Personaggi e doppiatori

### Personaggi principali
- Rocket "Rocky" J. Squirrel, voce originale di June Foray, italiana di Willy Moser.
- Bullwinkle J. Moose, voce originale di Bill Scott, italiana di Franco Latini.

### Personaggi di supporto
- Boris Badenov, voce originale di Paul Frees.
- Natasha Fatale, voce originale di June Foray, italiana di Alina Moradei.
- Fearless Leader, voce originale di Bill Scott.
- Gidney e Cloyd, voci originali di Bill Scott e Paul Frees.

### Personaggi ricorrenti
- Capitan Peter "Wrongway" Peachfuzz, voce originale di Paul Frees.
- Senatore Fussmussen, voce originale di Paul Frees.
- Edgar e Chauncy, voci originali di Bill Scott e Paul Frees.

## Altri media

### Cinema
Nel 1992 uscì il film live action Boris and Natasha: The Movie, in cui Rocky e Bullwinkle non appaiono.
Nel 1999 uscì un altro film live action dal titolo Dudley Do-Right.
Nel 2000 uscì negli USA un film intitolato Le avventure di Rocky e Bullwinkle; questo film arrivò nelle sale italiane nel 2001. Il lungometraggio trasporta Rocky e Bullwinkle dal mondo dei cartoni animati alla realtà, in modo simile al più noto Chi ha incastrato Roger Rabbit. 
Nel 2014 viene distribuito un corto Rocky e Bullwinkle è un film d'animazione intitolato Mr. Peabody e Sherman, basato sulla serie animata L'improbabile storia di Peabody, trasmessa all'interno dello show di Rocky e Bullwinkle.

### Videogiochi
The Adventures of Rocky and Bullwinkle and Friends (1992) di THQ, Nintendo Entertainment System, Game Boy, Super NES e per Sega MegaDrive nel 1993
Rocky & Bullwinkle's Know-It-All Quiz Game (1998) per PC e Mac
Rocky and Bullwinkle (2008) Xbox 360
Rocky and Bullwinkle DLC - Pinball FX 2  (2008-2014) di Zen Studios
Inoltre Data East realizzò nel 1993 un flipper dedicato alla serie.